# STK32B
STK32B (англ. Serine/threonine kinase 32B) – білок, який кодується однойменним геном, розташованим у людей на 4-й хромосомі. Довжина поліпептидного ланцюга білка становить 414 амінокислот, а молекулярна маса — 47 883.
| 10         |  | 20         |  | 30         |  | 40         |  | 50         |
| ---------- |  | ---------- |  | ---------- |  | ---------- |  | ---------- |
| MGGNHSHKPP |  | VFDENEEVNF |  | DHFQILRAIG |  | KGSFGKVCIV |  | QKRDTKKMYA |
| MKYMNKQKCI |  | ERDEVRNVFR |  | ELQIMQGLEH |  | PFLVNLWYSF |  | QDEEDMFMVV |
| DLLLGGDLRY |  | HLQQNVHFTE |  | GTVKLYICEL |  | ALALEYLQRY |  | HIIHRDIKPD |
| NILLDEHGHV |  | HITDFNIATV |  | VKGAERASSM |  | AGTKPYMAPE |  | VFQVYMDRGP |
| GYSYPVDWWS |  | LGITAYELLR |  | GWRPYEIHSV |  | TPIDEILNMF |  | KVERVHYSST |
| WCKGMVALLR |  | KLLTKDPESR |  | VSSLHDIQSV |  | PYLADMNWDA |  | VFKKALMPGF |
| VPNKGRLNCD |  | PTFELEEMIL |  | ESKPLHKKKK |  | RLAKNRSRDG |  | TKDSCPLNGH |
| LQHCLETVRE |  | EFIIFNREKL |  | RRQQGQGSQL |  | LDTDSRGGGQ |  | AQSKLQDGCN |
| NNLLTHTCTR |  | GCSS       |  |            |  |            |  |            |

A: Аланін

C: Цистеїн

D: Аспарагінова кислота

E: Глутамінова кислота

F: Фенілаланін

G: Гліцин

H: Гістидин

I: Ізолейцин

K: Лізин

L: Лейцин

M: Метіонін

N: Аспарагін

P: Пролін

Q: Глутамін

R: Аргінін

S: Серин

T: Треонін

V: Валін

W: Триптофан

Кодований геном білок за функціями належить до трансфераз, кіназ, серин/треонінових протеїнкіназ. 
Задіяний у такому біологічному процесі, як альтернативний сплайсинг. 
Білок має сайт для зв'язування з АТФ, нуклеотидами, іонами металів, іоном магнію. 